# Maicon Pereira Roque
Maicon Pereira Roque, mais conhecido como Maicon (Barretos, 14 de setembro de 1988), é um futebolista brasileiro que atua como zagueiro. Atualmente joga no Coritiba, emprestado pelo Vasco da Gama.
Maicon é filho de Maurides Roque, ex-jogador de várzea, ídolo do Porto e irmão dos também jogadores Muller e Maurides Neto.

## Carreira

### Início
Oriundo do Cruzeiro, atuou apenas uma vez no profissional da Raposa, em 2007, quando entrou no segundo tempo do segundo jogo da final do Campeonato Mineiro, contra o Atlético-MG.
Sem espaço na Raposa, foi emprestado para a Cabofriense.

### Portugal

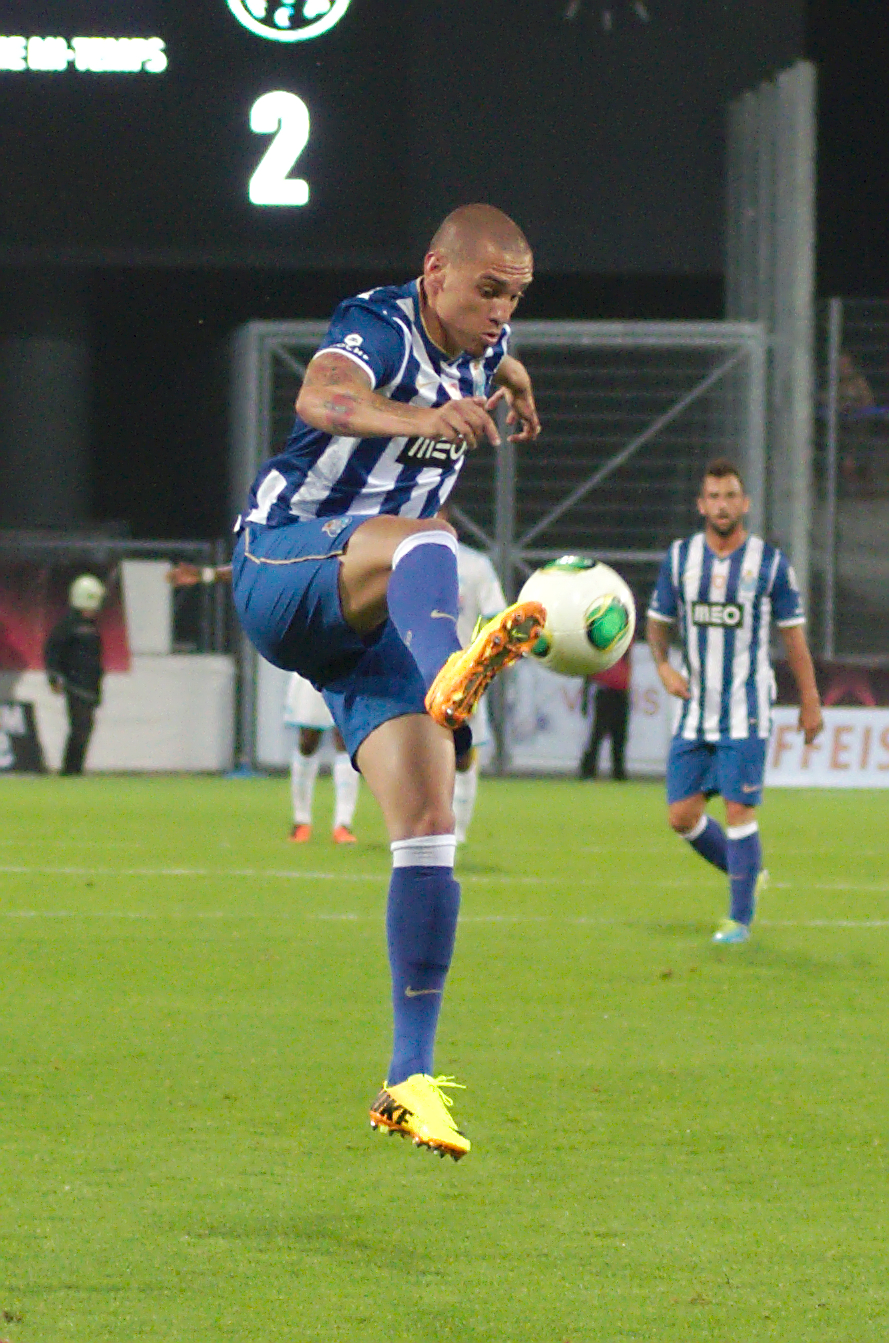
Maicon jogando pelo Porto em 2013

Presente em uma excursão do time do B do Cruzeiro, em Portugal, o jogador fez três jogos e chamou a atenção do Nacional da Madeira. Assinou um contrato (de empréstimo) por 5 temporadas pelo clube no início da época 2008/2009.
Maicon deu nas vistas pelos alvinegros e foi seguido de perto por vários clubes europeus, entre eles destaca-se o Porto, no qual os média referem que o Porto apresentou uma proposta de aquisição do seu passe. O acordou veio a confirmar-se em junho de 2009, onde o Porto pagou 1,1 milhão de euros ao Cruzeiro por 50% dos direitos econômicos do zagueiro. Foi firmado um contrato válido por 5 épocas. Um ano depois, o Porto adquiriu a outra parte, pagando parte dela com a cessão do atacante argentino Ernesto Farías ao Cruzeiro.
Maicon Pereira Roque naturalizou-se português durante a temporada de 2013/2014.
Em 29 de setembro de 2015, Maicon marcou o golo (de cabeça) que permitiu a vitória sobre o Chelsea por 2–1 no Estádio do Dragão em jogo que contava para a Liga dos Campeões da UEFA.
Maicon deixou o Porto após sete temporadas, onde conquistou nove títulos e atuou em 191 jogos. Ele foi campeão da Liga Europa, tricampeão português, bicampeão da Taça de Portugal e tricampeão da Supertaça Portuguesa. Neste período, foi eleito o melhor jogador da equipe na temporada 2012 e, assim, recebeu o prêmio Dragão de Ouro.

### São Paulo
Em 2016, após ser criticado por algumas más atuações pelo Porto, Maicon foi afastado e decidiu retornar ao Brasil, optando pela proposta do São Paulo.
Chegou ao São Paulo em fevereiro de 2016, emprestado pelo Porto. Depois de assinar com o clube do Morumbi, Maicon declarou:
É um sonho realizado. Quando recebi a notícia de que poderia jogar no São Paulo, aceitei imediatamente. Era um sonho que eu tinha, porque o São Paulo tem um dos times mais vitoriosos do Brasil. Estou orgulhoso com esta oportunidade e muito feliz. Quero honrar as cores do clube e ajudar na briga por títulos.— Maicon, durante sua apresentação.
Durante a partida contra o The Strongest, em La Paz, o goleiro Denis foi expulso e, como o São Paulo já havia feito as três alterações, Maicon assumiu a camisa 1 e não tomou gol, ajudando a garantir a vaga na oitavas de final, com o empate por 1–1.
Após uma longa negociação com o Porto, e com possibilidades de perder as semifinais da Copa Libertadores, foi contratado em definitivo pelo São Paulo por seis milhões de euros, assinando um contrato de 4 anos.
Maicon, porém, teve um papel central na eliminação do Tricolor para Atlético Nacional. No primeiro jogo, no Morumbi, o zagueiro foi expulso após dar um tapa no rosto do atacante Borja. Com um a menos, o São Paulo perdeu por 2 a 0, com dois gols do jogador que foi agredido por Maicon.
Na temporada seguinte, o zagueiro teve uma queda de rendimento e acabou sendo negociado. Pelo São Paulo, entre 2016 e 2017, disputou 72 jogos e fez cinco gols.

### Galatasaray
Em 29 de junho de 2017, assinou por quatro temporadas com o Galatasaray, da Turquia, por 7 milhões de euros fixos (R$ 25,7 milhões), mais 1 milhão de euros (R$ 3,6 milhões) de bônus condicionados a metas.
O zagueiro estreou pelo novo clube em 13 de julho de 2017, na derrota por 2–0 para o Östersunds, da Suécia, em partida pela Liga Europa da UEFA de 2017–18. Fez seu primeiro gol no dia 19 de agosto, na vitória por 3–1 sobre o Ankaraspor. O seu último jogo como titular pelo Galatasaray, foi na vitória sobre o Göztepe, por 1–0, no dia 26 de janeiro de 2019.[carece de fontes?]
No final da temporada 2017/18, Maicon sagrou-se campeão turco com o Galatasaray, fazendo 35 jogos no campeonato e marcando cinco gols.

### Al Nassr
Em 4 de fevereiro de 2019, assinou com o Al Nassr por empréstimo (€ 1,7 milhões). Estreou no dia 12 de fevereiro de 2019, na vitória contra o Al Ahli, por 2–1.
Depois que o empréstimo terminou, foi comprado pelo Al Nassr por € 1,43 milhões.
Em 16 de maio de 2019, Maicon conquistou o título da Liga da Arábia Saudita e contou com a ajuda de uma legião brasileira (Giuliano, Maicon, Bruno Uvini e Petros), venceram o Al Batin por 2 a 1 na última rodada da competição, chegou aos 70 pontos e superou o Al Hilal, vice-campeão, que ficou com 69 pontos.
Seu último jogo pelo time, foi na derrota contra o Ittihad, por 2–1.[carece de fontes?]
Após duas temporadas com a camisa do Al-Nassar, Maicon deixou o time saudita onde entrou em campo 72 vezes, sem nenhum gol marcado, uma assistência e dois títulos conquistados.

### Cruzeiro
No início de 2022, Maicon assinou um contrato com o Cruzeiro até 2024. Porém, chegada de Ronaldo ao comando da SAF mudou os planos do clube.
Não é pela proposta. Vim pelo propósito. Deus me deu a graça de estar presente aqui, de poder ajudar o Cruzeiro a chegar num grande nível. Quando sai, sempre sonhei em retornar. Agora estou aqui para ajudar.— Maicon, em vídeo divulgado no canal oficial do clube.
Pelo Cruzeiro realizou apenas três jogos, sendo o último a vitória por 1 a 0 sobre o Democrata, no dia 9 de fevereiro de 2022.

### Santos FC
Em março de 2022, é anunciado como contratação do Santos, time de coração de seu pai, com contrato até o final de 2024.Maicon fez sua estreia no dia 5 de abril, diante do Banfield, na Argentina, na estreia na fase de grupos da Copa Sul-Americana, onde o Santos perdeu por 1 a 0.
Em sua primeira temporada Maicon rapidamente ganhou status de titular absoluto, ele jogou 28 partidas na temporada, que acabou atrapalhada por lesões musculares que tiraram o experiente defensor de combate em alguns jogos.
Ao não ter muitas oportunidades no clube em 2023, o atleta e a diretoria do Santos entraram em comum acordo para rescindir o seu contrato.Neste ano, foram 14 jogos, sendo 10 partidas no Paulistão e uma pela Copa do Brasil, Sul-Americana e Brasileirão. Ao todo, são 42 jogos pelo Alvinegro Praiano.

### Vasco da Gama
Em 28 de junho de 2023, foi anunciado como novo reforço do Vasco da Gama, tendo seu contrato válido ate o fim da temporada.
O atleta deu a volta por cima e foi peça fundamental na permanência do clube na Série A, em razão de críticas dos torcedores contra sua a contratação, devido à má fase em que a defesa do Santos se encontrava na época, sendo decisivo em jogos importantes e provando-se essencial para a defesa cruzmaltina.
Em 22 de dezembro de 2023, a diretoria do Vasco renovou o contrato por mais um ano. Maicon superou a desconfiança em sua chegada e se tornou um dos pilares da equipe na campanha de recuperação vascaína que culminou na permanência na Série A. O experiente defensor virou titular absoluto e um dos principais líderes do elenco. Por conta de sua importância na temporada, ganhou o voto de confiança da diretoria para a renovação.
O primeiro gol de Maicon pelo Vasco, foi marcado no triunfo sobre o Vitória, em 15 de maio de 2024, em São Januário, pelo Campeonato Brasileiro. O gol foi anotado, cinco anos e oito meses desde o último gol marcado pelo jogador ainda pelo Galatasaray, no campeonato da Turquia. Ao decorrer da temporada, o atleta sofreu muitas críticas da torcida devido suas atuações abaixo do esperado, principalmente na goleada por 6x1 contra o arquirrival Flamengo.
Com a grande reformulação do sistema defensivo do Vasco para o ano de 2025, o atleta teve seu empréstimo encaminhado para o Coritiba.

### Coritiba
Em 9 janeiro de 2025, Maicon assinou um contrato de empréstimo até o fim de 2025 com o Coritiba, justamente quanto encerra o vínculo com o time carioca.

## Estatísticas

### Clubes
Atualizadas até 27 de dezembro de 2024.[carece de fontes?]
| Equipe        | Temporada | Campeonato nacional | Campeonato nacional | Copa nacional | Copa nacional | Competições continentais[b] | Competições continentais[b] | Outros torneios[c] | Outros torneios[c] | Total | Total |
| Equipe        | Temporada | Jogos               | Gols                | Jogos         | Gols          | Jogos                       | Gols                        | Jogos              | Gols               | Jogos | Gols  |
| ------------- | --------- | ------------------- | ------------------- | ------------- | ------------- | --------------------------- | --------------------------- | ------------------ | ------------------ | ----- | ----- |
| São Paulo     | 2016      | 32                  | 2                   | 1             | 0             | 9                           | 1                           | 9                  | 1                  | 51    | 4     |
| São Paulo     | 2017      | 7                   | 0                   | 4             | 0             | 0                           | 0                           | 12                 | 1                  | 23    | 1     |
| São Paulo     | Total     | 39                  | 2                   | 5             | 0             | 9                           | 1                           | 21                 | 2                  | 74    | 5     |
| Galatasaray   | 2017–18   | 30                  | 5                   | 3             | 0             | 2                           | 0                           | –                  | –                  | 35    | 5     |
| Galatasaray   | 2018–19   | 15                  | 1                   | 2             | 0             | 4                           | 0                           | 1                  | 0                  | 22    | 1     |
| Galatasaray   | Total     | 45                  | 6                   | 5             | 0             | 6                           | 0                           | 1                  | 0                  | 57    | 6     |
| Al-Nassr      | 2018–19   | 7                   | 0                   | 1             | 0             | 3                           | 0                           | –                  | –                  | 11    | 0     |
| Al-Nassr      | 2019–20   | 28                  | 0                   | 2             | 0             | 2                           | 0                           | –                  | –                  | 32    | 0     |
| Al-Nassr      | 2020–21   | 0                   | 0                   | 0             | 0             | 2                           | 0                           | –                  | –                  | 2     | 0     |
| Al-Nassr      | Total     | 35                  | 0                   | 3             | 0             | 7                           | 0                           | 0                  | 0                  | 45    | 0     |
| Cruzeiro      | 2022      | –                   | –                   | –             | –             | –                           | –                           | 3                  | 0                  | 3     | 0     |
| Cruzeiro      | Total     | 0                   | 0                   | 0             | 0             | 0                           | 0                           | 3                  | 0                  | 3     | 0     |
| Santos        | 2022      | 23                  | 0                   | 2             | 0             | 3                           | 0                           | –                  | –                  | 28    | 0     |
| Santos        | 2023      | 1                   | 0                   | 1             | 0             | 2                           | 0                           | 10                 | 0                  | 14    | 0     |
| Santos        | Total     | 24                  | 0                   | 3             | 0             | 5                           | 0                           | 10                 | 0                  | 42    | 0     |
| Vasco da Gama | 2023      | 16                  | 0                   | –             | –             | –                           | –                           | –                  | –                  | 16    | 0     |
| Vasco da Gama | 2024      | 30                  | 1                   | 6             | 0             | –                           | –                           | 3                  | 0                  | 39    | 1     |
| Vasco da Gama | Total     | 46                  | 1                   | 6             | 0             | 0                           | 0                           | 3                  | 0                  | 55    | 1     |

- b. ^ Jogos da Copa Libertadores e Liga Europa da UEFA
- c. ^ Jogos do Campeonato Paulista, Campeonato Mineiro, Campeonato Carioca, Flórida Cup e Supercopa da Turquia

## Títulos
Vasco da Gama
- Troféu Serie Río de La Plata: 2024 (Pablo Guiñazú / Juan Ahuntchain)[37][38]

Al-Nassr
- Campeonato Saudita: 2018–19

Galatasaray
- Campeonato Turco: 2017–18

São Paulo
- Florida Cup: 2017

FC Porto
- Primeira Liga: 2010–11, 2011–12 e 2012–13
- Supertaça de Portugal: 2010, 2011 e 2012
- Liga Europa: 2010–11
- Taça de Portugal: 2009–10 e 2010–11

### Base
Cruzeiro
- Copa São Paulo de Futebol Júnior: 2007

### Prêmios individuais
- Dragão de Ouro - Futebolista do Ano: 2012[39]